# Wilfried Diwischek
Wilfried Diwischek (* 10. Januar 1954 in Gründau, Hessen) ist ein deutscher Ökonom und Gründungsrektor, später Präsident der Hochschule Aschaffenburg von 2001 bis 2019.

## Leben
Wilfried Diwischek studierte Volkswirtschaftslehre an der Johann-Wolfgang-Goethe-Universität Frankfurt am Main und wurde 1988 mit einer Arbeit über den Geld- und Kreditmarkt im Rahmen eines makroökonometrischen Modells für die Bundesrepublik Deutschland zum Dr. rer. pol. promoviert. Er war zunächst für die Kreditanstalt für Wiederaufbau (KfW) tätig.
1995 wurde er zum Professor an der Fachhochschule Würzburg-Schweinfurt in Aschaffenburg berufen. 2000 wurde er zum Dekan des Fachbereichs Betriebswirtschaft und Technik. Nach Ausgründung der Fachhochschule in Aschaffenburg ist er seit 2001 dessen erster Rektor, seit 2007 Präsident. Er war wesentlich an der neuen Ausrichtung zur Technischen Hochschule Aschaffenburg (TH Aschaffenburg) involviert; mit der Umfirmierung zur TH Aschaffenburg am 15. März 2019 übergab er sein Amt an Eva-Maria Beck-Meuth als neu gewählte Präsidentin.
Er ist Mitglied des Bundes Katholischer Unternehmer (BKU).

## Werke
- Wilfried Diwischek: Der Geld- und Kreditmarkt im Rahmen eines makroökonometrischen Modells für die Bundesrepublik Deutschland; Schulz-Kirchner-Verlag; Idstein 1989; ISBN 978-3-925196-71-3